# Денис Черишев
Денис Димитријевич Черишев (рус. Дени́с Дми́триевич Че́рышев; Нижњи Новгород, 26. децембар 1990) руски је фудбалер, који игра у везном реду на позицији крила. Тренутно игра за Валенсију и репрезентацију Русије.

## Трофеји
Реал Мадрид Б
- Друга лига Шпаније (1) : 2011/12.

Реал Мадрид
- УЕФА Лига шампиона: 2015/16.

Севиља
- Лига Европе: 2013/14.

Валенсија
- Куп Шпаније: 2018/19.